# Большая Дубровка (Могилёвская область)
Большая Дубровка (бел. Вялікая Дубраўка) — деревня в составе Маховского сельсовета Могилёвского района Могилёвской области Республики Беларусь.

## Географическое положение
Ближайшие населённые пункты: Малая Дубровка, Рестополье.

## Население
- 1999 год — 23 человек
- 2010 год — 12 человек